# María Renée Cura
María Renée Cura, "Miné" (Chivilcoy, Argentina, 1927 - 12 de julio de 2007) fue una geógrafa, escritora e indóloga argentina.

## Trayectoria
María Renee Cura fue alumna de Julio Cortázar en la Escuela Normal Nacional de Chivilcoy, con quien posteriormente intercambió correspondencia.
Obtuvo su diploma como maestra normal en 1946. 
Prosiguió su formación en las aulas del Instituto Superior del Profesorado "Dr. Joaquín V. González" graduándose de Profesora Nacional de Geografía especializada en Geografía Humana. 
Ejerció la docencia en el colegio Nacional “José Hernández”, en la Universidad Nacional del Sur de Bahía Blanca, en el Instituto Nacional del Profesorado en Capital Federal y otros establecimientos educativos.
Cura escribió varios libros: Islas Malvinas y Antártida Argentina, Islas Malvinas y Antártida Argentina e Islas Malvinas, Georgias, Sandwich del Sur y Antártida Argentina son algunos de los más destacados.
En 1953 abrió una librería en Chivilcoy a la cual llamó NIKE (Victoria en griego) en homenaje a Victoria Ocampo. 
En 1977 fundó en Buenos Aires el Centro Anand Bhavan de estudio sobre la India moderna, denominado así en referencia al museo Prayagraj y la que fuera la residencia de la familia Nehru.
Tradujo las Cartas a la Gente Joven, una obra de Indira Gandhi, y en 1987 fundó una revista, India eterna y actual, de aparición trimestral dedicada a difundir la tarea y propósitos del centro, la cual dejó de editarse tras su fallecimiento.
Fue presidente de la Fundación Sur, fundada por Victoria Ocampo y mantuvo estrechas relaciones con esta intelectual argentina y con Indira Gandhi, la que fue primer ministro de India. En 1984, el Gobierno de la India la condecoró con la distinción Padma Shri la cuarta condecoración civil de mayor rango de la India.
"Miné" ofreció una importante cantidad de disertaciones, cursos y seminarios en su país y en el exterior. Sus investigaciones geográficas, monografías, ensayos y notas han aparecido en publicaciones nacionales y extranjeras. 
El 22 de octubre, dentro del marco de la celebración del 143 aniversario de la fundación de Chivilcoy, se la declaró ciudadana ilustre. 
Cura falleció el 12 de julio de 2007.